# 유압 펌프

외부 기어 펌프의 유체 흐름

유압 펌프(hydraulic pump)는 수압계계에 사용되며 정수(靜水)형 또는 유체역학형 펌프이다. 유압 펌프는 동력의 기계적 근원으로서 기계 동력을 유압 에너지로 변환한다. 충분한 동력으로 흐름을 만들어서 펌프 배출구의 부하에 의해 유도되는 압력을 극복한다. 유압 펌프가 동작하면 펌프 주입구에서 진공을 만든 다음 저수지의 액체를 주입구, 펌프로 보내고 기계적 동작으로 이 액체를 펌프 배출구로 보낸 다음 수력계로 내보낸다.

## 용적식 유압 펌프
용적식 유압펌프란 유체를 포용(包容)하고 있는 부분의 용적의 변화와 그 이동에 의해서 펌프 작용을 행하는 것이다.
이 장치에 의한 변속기구(機構)는 사용하는 펌프와 모터의 형식에 따라 여러 모양의 형(型)이 있다. 〔그림〕－57은 가변날개펌프와 유압날개모터를 짜맞춘 변속장치의 예이다. 이 밖에 토출량 가변측에는 다수의 피스톤을 방사상으로 배열한 것 등이 채용되고 있다. 토출량 불변측에는 톱니바퀴형 유압펌프·톱니바퀴형 유압모터 등도 쓰인다.
이런 형식의 것은 소형으로 대용량의 것을 얻을 수 있으며, 변속조작(變速操作)도 용이하지만 제작이 어렵고 값이 비싸며, 또 일반적으로 저속성능(低速性能)에 어려움이 있으므로, 저속용에 톱니바퀴감속기를 병용한 것도 있다.

## 유압 펌프 계산 공식

### 흐름
{\displaystyle Q=n\cdot V_{\text{stroke}}\cdot \eta _{\text{vol}}}
- {\displaystyle \scriptstyle Q}, flow (m3/s)
- {\displaystyle \scriptstyle n}, stroke frequency (Hz)
- {\displaystyle \scriptstyle V_{\text{stroke}}}, stroked volume (m3)
- {\displaystyle \scriptstyle \eta _{\text{vol}}}, volumetric efficiency

### 동력
{\displaystyle P={n\cdot V_{\text{stroke}}\cdot \Delta p \over \eta _{\text{mech}}}}
- {\displaystyle \scriptstyle P}, power (W)
- {\displaystyle \scriptstyle n}, stroke frequency (Hz)
- {\displaystyle \scriptstyle V_{\text{stroke}}}, stroked volume (m3)
- {\displaystyle \scriptstyle \Delta p}, pressure difference over pump (Pa)
- {\displaystyle \scriptstyle \eta _{\text{mech,hydr}}}, mechanical/hydraulic efficiency

### 기계적 효율성
{\displaystyle n_{\text{mech}}={T_{\text{theoretical}} \over T_{\text{actual}}}\cdot 100\%}
- {\displaystyle \scriptstyle n_{\text{mech}}}, mechanical pump efficiency percent
- {\displaystyle \scriptstyle T_{\text{theoretical}}}, theoretical torque to drive
- {\displaystyle \scriptstyle T_{\text{actual}}}, actual torque to drive

### 유압 효율성
{\displaystyle n_{hydr}={Q_{actual} \over Q_{theoretical}}\cdot 100\%}
- {\displaystyle \scriptstyle n_{hydr}}, hydraulic pump efficiency
- {\displaystyle \scriptstyle Q_{theoretical}}, theoretical flow rate output
- {\displaystyle \scriptstyle Q_{actual}}, actual flow rate output